# Pristiapogon
Genre
Pristiapogon est un genre de poissons de la famille des Apogonidae.

## Liste des espèces
Selon World Register of Marine Species (5 mars 2021) :
- Pristiapogon abrogramma (Fraser & Lachner, 1985)
- Pristiapogon exostigma (Jordan & Starks, 1906)
- Pristiapogon fraenatus (Valenciennes, 1832)
- Pristiapogon kallopterus (Bleeker, 1856)
- Pristiapogon taeniopterus (Bennett, 1836)

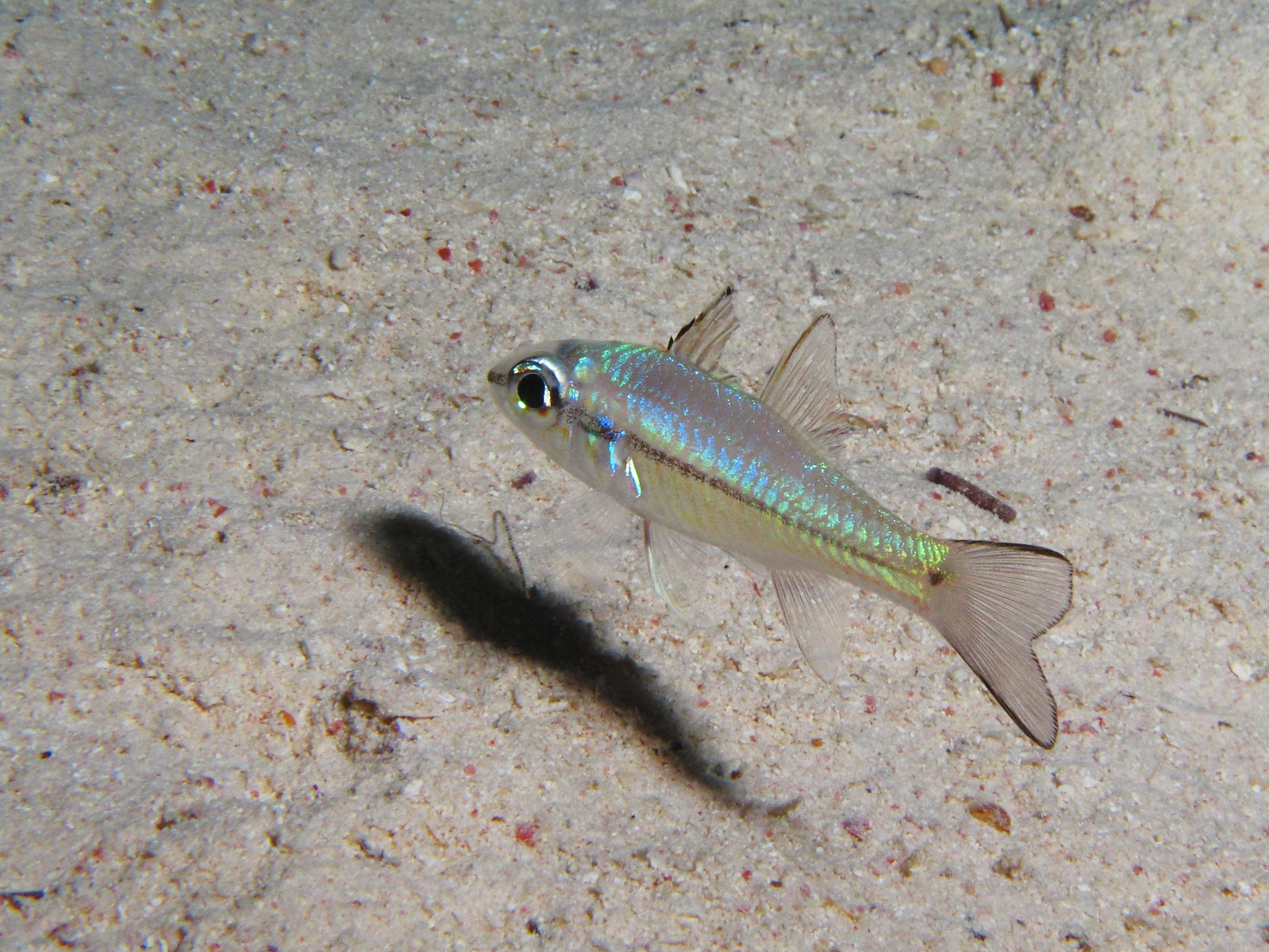
Pristiapogon exostigma.
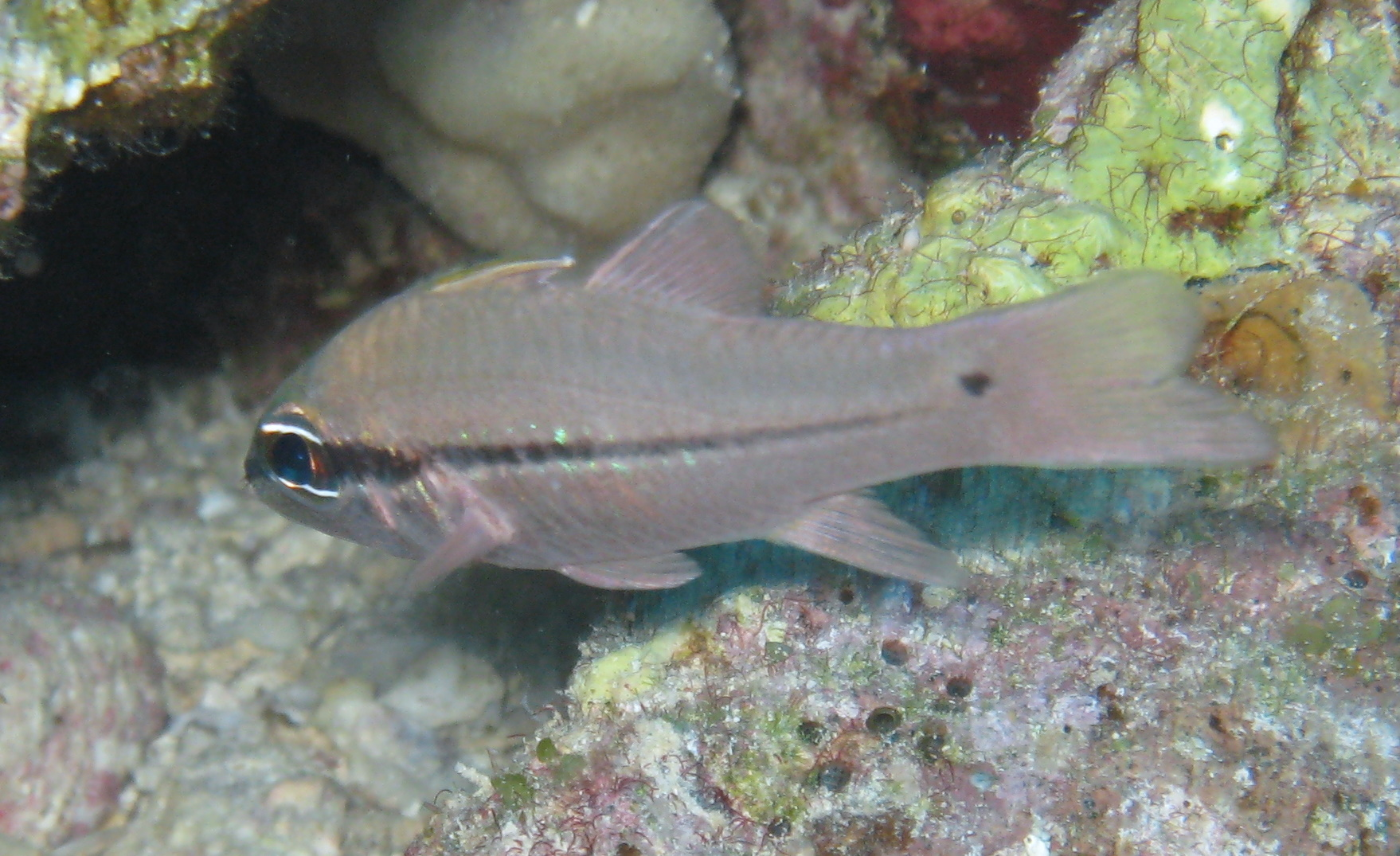
Pristiapogon fraenatus.
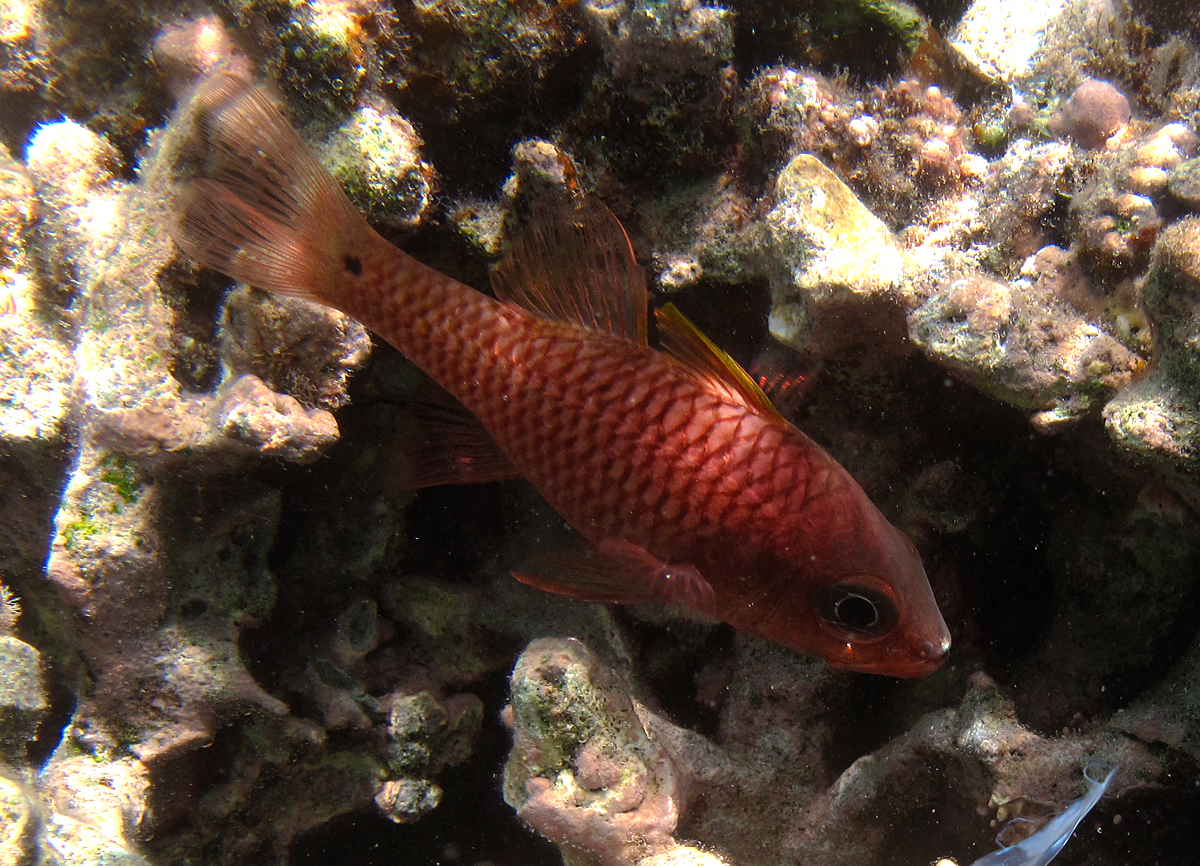
Pristiapogon kallopterus.